# Cún con Momo

## Cốt truyện
Ken, chồng của Satoko, lo vợ mình ở nhà một mình sẽ buồn khi anh đi công tác, nên đã mang một chú cún con rất đáng yêu tên là Momo về nhà. Anh không biết rằng Satoko từng bị chó cắn nên rất sợ chó, trong khi Momo, dù chỉ là một chú chó con nhưng lại rất hay cắn bừa. Tuy vậy, sau một thời gian "tranh đấu", cuối cùng Satoko cũng quen với tính cách đỏng đảnh của chú cún, và không những thế, Momo, chú cún mang cái tên có nghĩa là "quả đào", đã trở thành một thành viên không thể thiếu trong gia đình, là "đứa con" cưng của vợ chồng Ken và Satoko. Trải qua thời gian, cùng biết bao trải nghiệm thú vị cùng bố mẹ, những người thân và bạn, Momo dần trưởng thành hơn, nhưng vẫn giữ nguyên vẻ tinh nghịch láu lỉnh của một chú cún con.

## Nhân vật
Satoko
"Mẹ" của Momo. Cô là người thường xuyên ở bên chăm sóc và chơi đùa cùng Momo nhất. Dù Momo chỉ là chú cún bé nhỏ, nhưng ngay lần đầu gặp, Satoko không khỏi sợ hãi vì cô bị ám ảnh nỗi sợ bị chó cắn. Thời gian đầu khi sống cùng Momo, Satoko luôn giữ khoảng cách, dựng "chướng ngại" ngăn không cho Momo tới gần, khi phải chạm vào thì đeo găng tay. Nhưng dù có làm thế thì chú cún vẫn không ngừng tìm cách áp sát. Tiếp xúc dần dần với Momo, quan sát vẻ nghịch ngợm của chú, Satoko quen và ngày càng yêu quý chú cún nhõng nhẽo, ham chơi, tham ăn và thích được "mẹ" nựng.
Ken
"Bố" của Momo. Trước chuyến đi công tác, một đồng nghiệp ngỏ lời muốn anh nhận nuôi một chú cún vì chó nhà họ vừa sinh. Momo là một trong số những chú cún đó. Ngay lần đầu gặp mặt, Momo đã gây cho Ken ấn tượng về một chú cún nghịch ngợm sẵn sàng "cắn yêu" người lạ. Thế là Momo được nhận nuôi. Do đi công tác ngay từ đầu nên Ken có ít thời gian ở cùng Momo, nhưng rồi anh nhanh chóng chiếm được tình cảm của chú cún, đến nỗi Momo dành nhiều thời gian để chơi với "bố" hơn là với "mẹ".
Momo
Chú cún con dễ thương thuộc giống Pembroke Welsh Corgi với đôi chân ngắn ngủn và cái bụng mềm mà ai nhìn cũng muốn sờ vào. Momo là cô nàng nghịch ngợm, ham chơi: hay ngứa răng cắn hỏng đồ đạc, hoặc quậy tung nhà cửa, và khi chơi cũng hăng hái vô cùng, làm "bố mẹ" không ngơi nghỉ được chút nào, kể cả khi bị ốm; Momo là cô nàng nhõng nhẽo: lúc nào cũng thích được vuốt ve, và khi được vuốt ve rồi thì nhất quyết không rời; Momo là cô nàng ham ăn: ăn với tốc độ kinh hoàng, không biết no, sẵn sàng làm tất cả để có được đồ ăn, dù là phải trèo lên kệ bếp cao để lấy chiếc bánh thơm lừng, và không chịu nhường thức ăn cho ai; Momo là cô nàng láu lỉnh: mỗi khi gây lỗi lại dùng "mĩ cún kế" khiến "bố mẹ" phải nhượng bộ; nhưng Momo cũng là cô bé hiếu thảo: biết canh chừng cho "bố mẹ" ngủ ngon khi họ bị ốm; Momo cũng rất tình cảm: biết an ủi người thân những khi họ buồn. Vì những tính cách đó mà Momo được mọi người xung quanh, kể cả những chú chó khác yêu mến.
Jinya
Em trai của Ken, "mối tình đầu" của Momo. Momo bị cuốn hút mạnh bởi vẻ ngoài rất "ngầu" của Jinya. Mỗi khi Jinya đến nhà là Momo lại quấn quýt không rời, còn hơn cả với "bố mẹ" nữa.
Maria
"Đàn chị" của Momo, một cô chó thuộc giống French Bulldog, dù vẻ ngoài dữ dằn nhưng rất tốt bụng, biết nghĩ cho chủ. Momo lấy chị Maria làm gương để noi theo.
Sữa tươi
Cô chó thuộc giống Golden Retriever. Dù có ý muốn kết bạn nhưng lại luôn gầy phiền toái cho Momo.